# Lista orașelor din Sudanul de Sud

Orașele din Sudanul de Sud

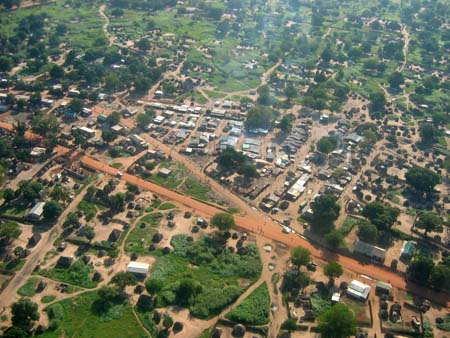
Juba, capitala Sudanului de Sud

Aceasta este o listă a orașelor din Sudanul de Sud ordonată după populație, după estimările din 2010.
| Oraș            | Populație |
| --------------- | --------- |
| Abyei*          | 20.000    |
| Akobo           | 1.000     |
| Aweil           | 100.000   |
| Bentiu (Bantiu) | 7.700     |
| Bor             | 26.800    |
| Daga Post       |           |
| Juba            | 372.410   |
| Gogrial         | 44.600    |
| Kago Kaju       |           |
| Kapoeta         | 7.000     |
| Kaya            | -         |
| Kuajok          | -         |
| Malakal         | 139.450   |
| Malualkon       | -         |
| Magwi           | 3.000     |
| Maridi          | 18.000    |
| Nimule          | 45.000    |
| Pibor           | 1.000     |
| Raga            | 3.700     |
| Renk            | 26.850    |
| Rumbek          | 32.100    |
| Tonj            | 17.340    |
| Torit           | 20.050    |
| Tumbura         | 9.500     |
| Warrap          | -         |
| Wau             | 151.320   |
| Yambio          | 40.400    |
| Yei             | 185.000   |
| Yirol           | 11.650    |

- Apartenența orașului Abyei este contestată după independența Sudanului de Sud din (9 iulie 2011)